# KK Row Rybnik
Maillots
Le KK Row Rybnik, ou Utex Row Rybnik, est un club polonais féminin de basket-ball qui a appartenu à la PLKK, soit le plus haut niveau du championnat polonais. Le club est basé dans la ville de Rybnik.

## Historique
Le club accède à l'élite du championnat à l'issue de la saison 2006-07.
Après six rencontres, le club se retire de la ligue polonaise en novembre 2012.

## Entraîneurs successifs
- Depuis ? : Miroslav Orczyk

## Joueuses célèbres ou marquantes
- Leah Metcalf
- Mercedes Walker
- Natalia Trofimowa